# Giovanni di Lorenzo (pittore)
Giovanni di Lorenzo, noto presso gli eruditi senesi posteriori come Bigio (Siena, 1487 – Siena, 5 dicembre 1562), è stato un pittore italiano.

## Biografia
La data di nascita è incerta in quanto vari sono i certificati di battesimo che riportano tale nomi: sia quello imposto al nascituro, Giovanni, che quello del padre, Lorenzo, erano all'epoca piuttosto comuni. Inoltre, il cognome Cini compare per la prima volta nel Faluschi, 1815, ripetendosi nei commentatori e negli storici successivi, ma estraneo alla sua epoca.

Con certezza sappiamo che ebbe un fratello di nome Alessandro che fece di mestiere il ceraiolo ed un nipote Lorenzo, indicato poi come Lorenzo Alessandrini, tutti abitanti in Salicotto e che presero parte alle vicende della Contrada della Torre.
Giovanni di Lorenzo fu attivo anche nelle vicende della fine della Repubblica di Siena e dell'amministrazione del Santa Maria della Scala all'epoca spedale e luogo di accoglienza dei poveri e dei "gettatelli" (orfani).
Le notizie che possediamo su questo "dipentore" sono decisamente scarse e ciò che possiamo citare sono le informazioni che emergono dai registri dei pagamenti, da quelli della sua contrada di cui fu vessillifero nel 1526 e capitano nel 1531. Nello stesso anno ebbero inizio i lavori, voluti dal governo della città, della chiesa ai Santi Giacomo Maggiore e Cristoforo in Salicotto, in memoria della vittoria nella battaglia di Camollia. La Balìa, cioè la Repubblica senese, donò agli abitanti di Salicotto, capeggiati proprio da Giovanni di Lorenzo, calcina, denari, nonché i materiali del monastero di San Prospero andato distrutto durante la battaglia, ma secondo un verbale redatto nel 1520 vi abitavano solo 5 monache che, con la battaglia, si rifugiarono in via delle Sperandie, dove venne costruito un nuovo Convento.

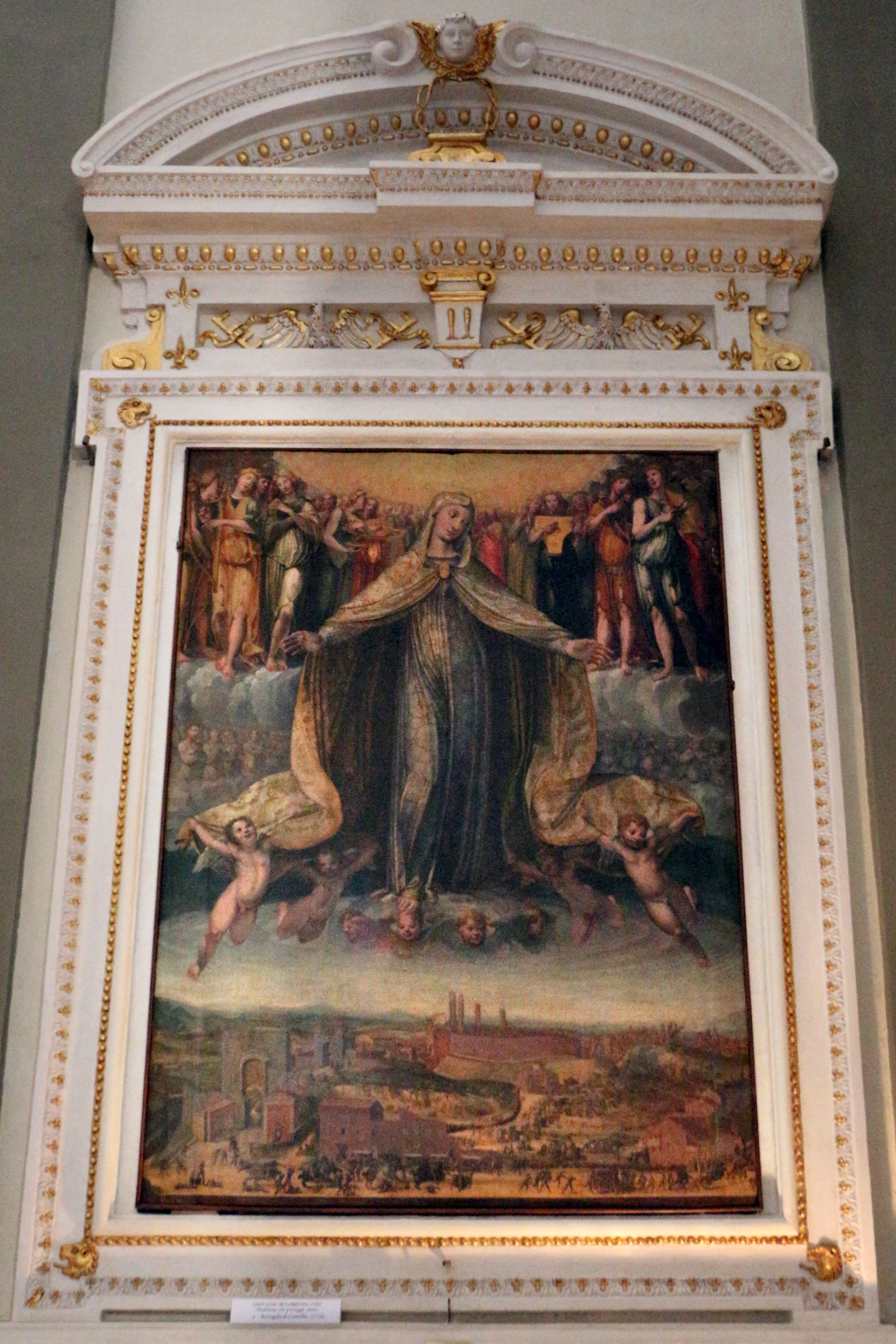
La Vergine protegge Siena nella battaglia di Camollia

Giovanni di Lorenzo, che dal 1526 abitava in Salicotto, lavorò assiduamente all'edificazione della chiesa gratuitamente, rinunciando nel 1531 a favore della chiesa al compenso di 12 lire spettante “da deta chontrada per dipentura di una bandiera de’ Liofante, fata più tenpo fa” secondo quanto afferma il testo riportato dalla Fondazione Musei Senesi ma facendosi pagare il 30 agosto secondo l'Enciclopedia Treccani. Il simbolo confermerebbe, peraltro, la connessione tra la chiesa/compagnia laicale di San Giacomo e la contrada che riuniva gli abitanti di Salicotto, svolgendo attività in campo ludico almeno dal 1506, proprio sotto l'icona dell’Elefante. Inoltre, l'identità tra l'Elefante e Salicotto che fosse ormai secolare verrebbe altresì confermata dalle figure che campeggiano sulla campana di bronzo, realizzata nel 1532 da Antonio da Siena ed ottenuta, secondo fonti tradizionali dalle armi sottratte ai fiorentini nella battaglia di Camollia: la Vergine protettrice e l'Elefante turrito.
Dagli scarni documenti sappiamo che ebbe bottega nel Casato e che nel 1539 abitava ancora in Salicotto.

## Opere
Per ciò che è stato possibile ricostruire fu all'inizio della carriera un pittore ed un restauratore di bandiere, stendardi, gonfaloni per i più svariati usi tra cui lo stendardo dipinto per il funerale di Marsilio del Collecchio (1526) e il restauro dello Stendardo della Libertà della Repubblica senese (1528). Dipinse bandiere e stendardi per committenze cremonesi e milanesi, nonché per l'arrivo a Siena di Margherita d'Austria nel 1537.
Ebbe stretti rapporti con l'ambiente culturale senese, in particolare con quello artistico che in quegli anni aveva ne Il Sodoma e in Domenico Beccafumi le due figure più rilevanti. Anzi, quest'ultimo, nel 1527 lo nominò proprio perito, mentre quello designato dalla Repubblica era il Sodoma. In questa veste, aiutò il maestro a determinare prezzi e a controllare l'andamento dei lavori da eseguire. In tal senso, la sua capacità crebbe tanto che nei primi mesi del 1539, su incarico del Concistoro della Repubblica, stimò l'affresco dello stesso Sodoma sull'altare della Cappella di Piazza.

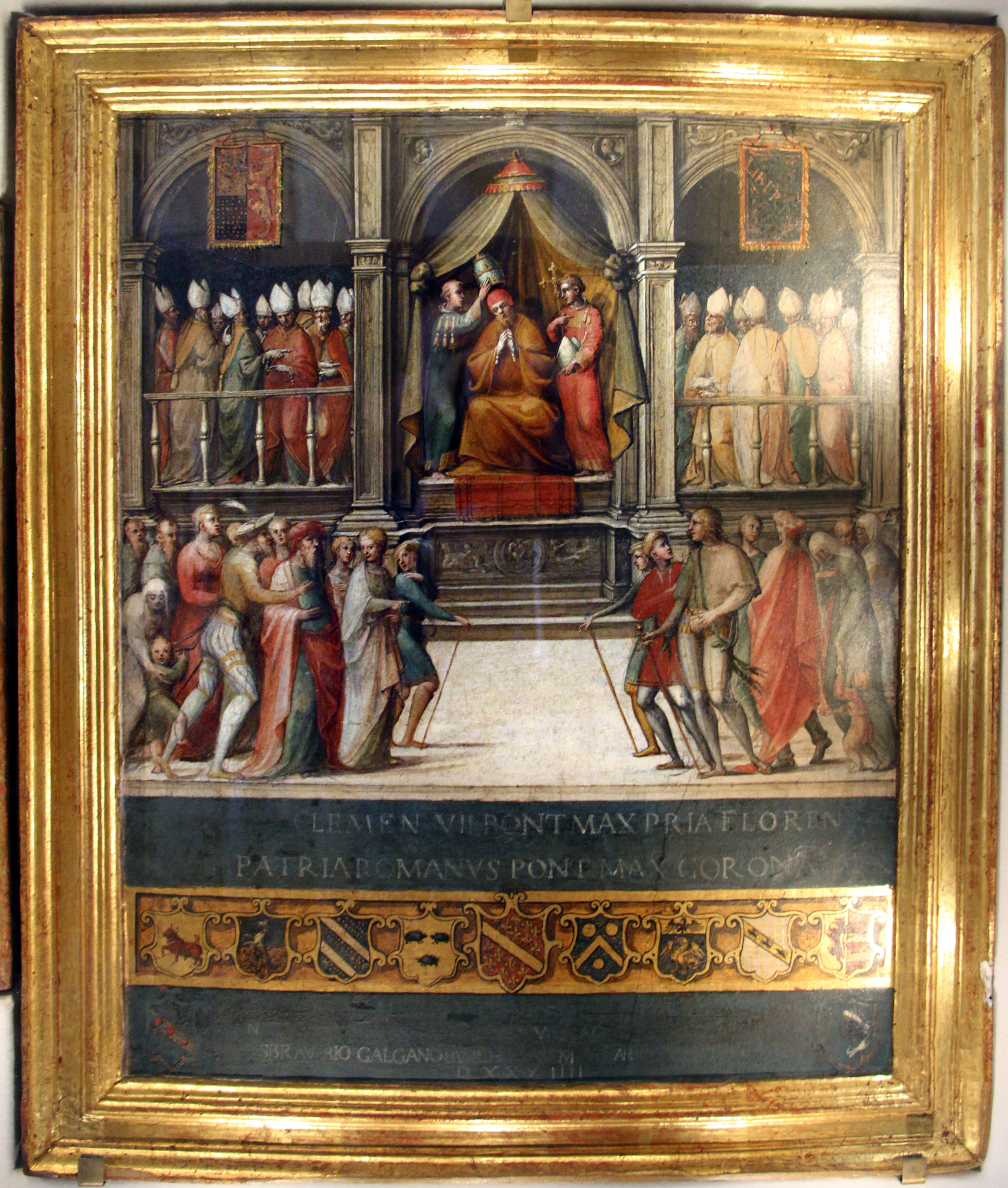
Incoronazione di papa Paolo III, 1534

Oltre alle biccherne presso l'Archivio di Stato, a qualche gonfalone, qualche stendardo, a noi sono arrivate solo due opere di Giovanni di Lorenzo, entrambe documentate. La più nota è una grande tavola nella Chiesa di San Martino raffigurante La Vergine che protegge Siena nella battaglia di Porta Camollia del 1527, ma stimata dal Beccafumi e da Bartolomeo di David nel 1530. L'altra opera è una tavola, un tempo sull'altare maggiore, quindi posta sull'altare destro, dall'oratorio di S. Giacomo in Salicotto, raffigurante La Vergine tra i ss. Giacomo e Cristoforo, ante 1535.
Nel 2022, rovistando nella sterminata Fototeca di Federico Zeri, emerge la foto di una tavola, probabilmente lignea, che per tipologia, analogie, tipo di colore e pennellate potrebbe essere riconducibile quasi certamente ad un'opera realizzata in tarda età da Giovanni di Lorenzo, cioè attorno al 1545-1550, prima che deponesse i pennelli, come vedremo. L'opera, una Sacra Famiglia con san Giovannino e santa Caterina da Siena, di non grandi dimensioni, faceva parte della collezione privata del conte Guido Chigi-Saracini, ultimo proprietario dell'ingente patrimonio creato da Galgano Saracini, ma anche responsabile della sua dispersione (anche se una parte viene conservata nel Palazzo Chigi-Saracini, sede dell'Accademia Musicale Chigiana), non sappiamo dove si trovi né chi ne sia l'attuale proprietario.

## Morte
Secondo la Treccani e i documenti rintracciati da Alberto Cornice, non si conosceva la data di morte e l'ultima memoria scritta sul pittore sarebbe del 1546.

Viceversa, sappiamo che intorno al 1551-1552, lasciò la professione di pittore, per entrare nel convento del Santa Maria della Scala dove visse ancora per un decennio, indossando a causa di un voto, la veste bianca dei gesuiti. Infatti, il primo giugno 1552 il capitolo dello Spedale, presieduto dal vicerettore Scipione di Mariano Venturi, accettava “Giovanni di Lorenzo dipentore” come oblato, “cioè la persona sua con tutti li beni che da hoggi in là per esso si aqquistaranno”. Furono certamente anni difficili perché Siena in guerra con Firenze patì la fame ed il vicario cercò in tutti i modi di far arrivare il grano.
Dopo la capitolazione, nel 1554, Giovanni di Lorenzo divenne camarlengo del Santa Maria, annotando: “Iesus. 1554. Qui di sotto a la lode di Dio et della Immaculata Madre Maria Santissima Maria sarà scrita la intrata di me fra Giovanni di Lorenzo al presente kamarlemgo de l’hospitale di Santa Maria de la Scala, electo da messer Scipione nostro vicario, incominciando questo dì cinque d’aprile anno detto”.

Come è annotato nel “registro dei vestimenti: ”la morte coglieva Giovanni di Lorenzo il 5 dicembre 1562: Nota come è piaciuto al Magno Iddio tirare a sé a la benedetta anima del devoto frate Giovanni camerlengo addì V di dicembre, la notte seghuente circha a ore XII, ed è stato grande danno di questa casa e dolore del rettore e frati at altra fameglia di casa. Iddio l’abbi racholto fra l’anime benedette in paradiso”.